# Морганфилд, Уильям
Уильям «Биг Билл» Морганфилд (англ. William «Big Bill» Morganfield; род. 19 июня 1956, Чикаго, Иллинойс, США)  — американский блюзовый гитарист и певец. Лауреат Blues Music Awards в номинации «Лучший дебют» (2000)  Сын звезды блюза Мадди Уотерса, единокровный брат блюзмена  Мада Морганфилда.

## Биография
Билл Морганфилд родился в Чикаго в 1956 году, его отцом был Мадди Уотерс, с которым он мало общался в своём детстве. Матерью музыканта была Мэри Браун, женщина, с которой Мадди Уотерс познакомился около 1955 года во время концертов в Халландейле, штат Флорида. При рождении Биллу не дали фамилию Морганфилд (ни один из шести детей Мадди Уотерса не был признан до смерти его жены Женевы) . Воспитывался в Южной Флориде своей бабушкой. В детстве он слушал записи своего отца, а также более популярные группы, такие как The Jackson Five. С семи лет любительски осваивал гитару, и даже играл в местной группе. После получения степени бакалавра по английскому языку в Университете Таскиги и еще одной степени по коммуникациям в Университете Оберна, работал преподавателем. Снова взял в руки гитару только в 1983 году после смерти отца, а затем провёл шесть лет, обучаясь игре. В 1989 году выступил на сцене Center Stage в Атланте с Лонни Маком и его выступление было хорошо принято. Однако считая свой уровень 
недостаточным для профессиональной сцены, он продолжал работать учителем, совершенствовал свою игру и изучал традиционные формы блюза и подход к написанию песен. 
В 1996 году созданная им группа «The Stone Cold Blues Band» стала домашней группой клуба Blue Angel Cafe в Чаттануге, штат Теннесси. В 1997 году в Германии Taxium Records выпустила альбом Nineteen Years Old (A Tribute To Muddy Waters) без разрешения Морганфилда, используя демо-ленту. В 1998 году Билл Морганфилд перебрался на Восточное побережье, где его стали приглашать на крупные фестивали. Его первый альбом «Rising Son», записанный с участием Пола Ошера,  Вилли «Большие Глаза» Смита и Пайнтопа Перкинса, был выпущен в 1999 году лейблом Blind Pig Records. С этим альбомом Биг Билл Морганфилд был признан лучшим дебютантом года Blues Music Awards. Заглавная песня альбом прозвучала в фильме 2004 года «Любовная лихорадка». Второй альбом Ramblin' Mind был записан с участием Тадж Махала и Билли Бранча. До 2016 года Биг Билл Морганфилд выпустил ещё четыре альбома, был хедлайнером многих фестивалей и выступал на площадках по всему миру, в том числе в России и даже в Сирии . В записи всех альбомов музыканта принимал участие Боб Марголин, которого Билл Морганфилд почитает как наставника . 
В 2009 году создал собственную компанию Black Shuck Records и записывается на ней.
В 2024 году снялся в роли блюзового музыканта Джесси Моффетта в байопике Боб Дилан: Никому не известный и в составе ансамбля актёров был номинирован на Премию гильдии киноактёров 2025 года в номинации лучший актёрский состав в игровом кино. 
Введён в Зал славы Master Blues Artist, лауреат Jus' Blues Award в номинациях «Лучший исполнитель современного блюза» (2013) и "Премия Мадди Уотерса за жизненные достижения (2016), лауреат Georgia Legends Of The Blues Award (2015), Atlanta Legends Of The Blues Award (2018) 
Живет в Атланте, штат Джорджия
Living Blues: «Сходство между голосом Билла Морганфилда и голосом его отца поразительно» 
Боб Марголин: «Я считаю, что Билл по-прежнему чтит своего отца глубоким чикагским блюзом. Он также рассказывает свои собственные истории оригинальными песнями, широким разнообразием стилей и зажигательной слайд-гитарой» 
Сам музыкант характеризует свой стиль как «Возьмите дельта-блюз и добавьте чикагского блюза, пидмонтского блюза, немного R&B, немного сома и кукурузных оладий… это мой блюз» .
Знаете ли вы, почему звучание Muddy связано

## Дискография

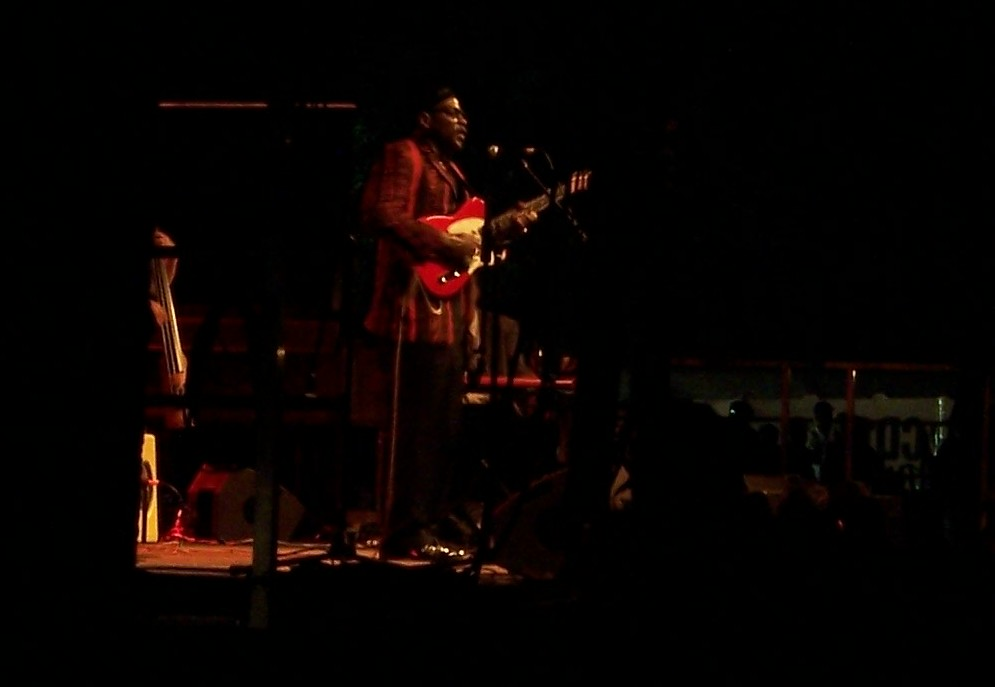
Биг Билл Морганфилд, июнь 2007

- 1997 - Nineteen Years Old (A Tribute To Muddy Waters), Taxim Records
- 1999 - Rising Son, VooDoo Records
- 2001 - Ramblin' Mind, Blind Pig Records
- 2003 - Blues in the Blood, VooDoo Records
- 2009 - Born Lover, Black Shuck Records
- 2013 - Blues With a Mood, Black Shuck Records
- 2016 - Bloodstains on the Wall, Black Shuck Records